# Торбе-Бар
Торбе-Бар (перс. تربه بر) — село в Ірані, у дегестані Чагар-Фарізе, в Центральному бахші, шагрестані Бендер-Анзалі остану Ґілян. За даними перепису 2006 року, його населення становило 329 осіб, що проживали у складі 110 сімей.

## Клімат
Середня річна температура становить 14,24°C, середня максимальна – 27,04°C, а середня мінімальна – 0,47°C. Середня річна кількість опадів – 906 мм.
| Клімат поселення                              | Клімат поселення | Клімат поселення | Клімат поселення | Клімат поселення | Клімат поселення | Клімат поселення | Клімат поселення | Клімат поселення | Клімат поселення | Клімат поселення | Клімат поселення | Клімат поселення | Клімат поселення |
| Показник                                      | Січ.             | Лют.             | Бер.             | Квіт.            | Трав.            | Черв.            | Лип.             | Серп.            | Вер.             | Жовт.            | Лист.            | Груд.            |                  |
| Середній максимум, °C                         | 9,40             | 10,22            | 11,85            | 17,10            | 21,56            | 24,98            | 26,84            | 27,04            | 23,70            | 20,54            | 15,91            | 11,64            |                  |
| Середня температура, °C                       | 4,94             | 5,75             | 7,38             | 12,63            | 17,10            | 20,53            | 22,99            | 23,20            | 19,84            | 16,70            | 12,05            | 7,78             |                  |
| Середній мінімум, °C                          | 0,47             | 1,28             | 2,92             | 8,17             | 12,64            | 16,07            | 19,14            | 19,34            | 16,00            | 12,82            | 8,20             | 3,93             |                  |
| Норма опадів, мм                              | 94               | 73               | 72               | 49               | 38               | 25               | 16               | 44               | 95               | 146              | 127              | 127              |                  |
| Середньомісячна швидкість вітру, м/с          | 2.30             | 2.40             | 2.40             | 2.39             | 2.44             | 2.63             | 2.60             | 2.40             | 2.27             | 2.03             | 1.96             | 2.06             |                  |
| Середньомісячна сонячна радіація, кДж/м²·день | 6808             | 9014             | 11141            | 15878            | 20334            | 23004            | 23848            | 20104            | 16471            | 11118            | 8539             | 6494             |                  |
| --------------------------------------------- | ---------------- | ---------------- | ---------------- | ---------------- | ---------------- | ---------------- | ---------------- | ---------------- | ---------------- | ---------------- | ---------------- | ---------------- | ---------------- |
| Джерело:                                      |                  |                  |                  |                  |                  |                  |                  |                  |                  |                  |                  |                  |                  |